# Château fort de Meursault
Le château fort de Meursault est un ancien château fort du XIVe siècle devenu depuis le XIXe siècle « Hôtel de ville de Meursault » (avec toiture en tuile vernissée de Bourgogne) en Côte-d'Or en Bourgogne-Franche-Comté.

## Historique
En 1337, le seigneur Robert de Grancey (1265-1341) fait construire ce château fort.
Le château fort appartient successivement à la seigneurie de la maison de Vergy, aux seigneurs de Grancey, à Guy Pot (frère de Philippe Pot), au comté de Saint-Pol, à la maison de Montmorency, etc..

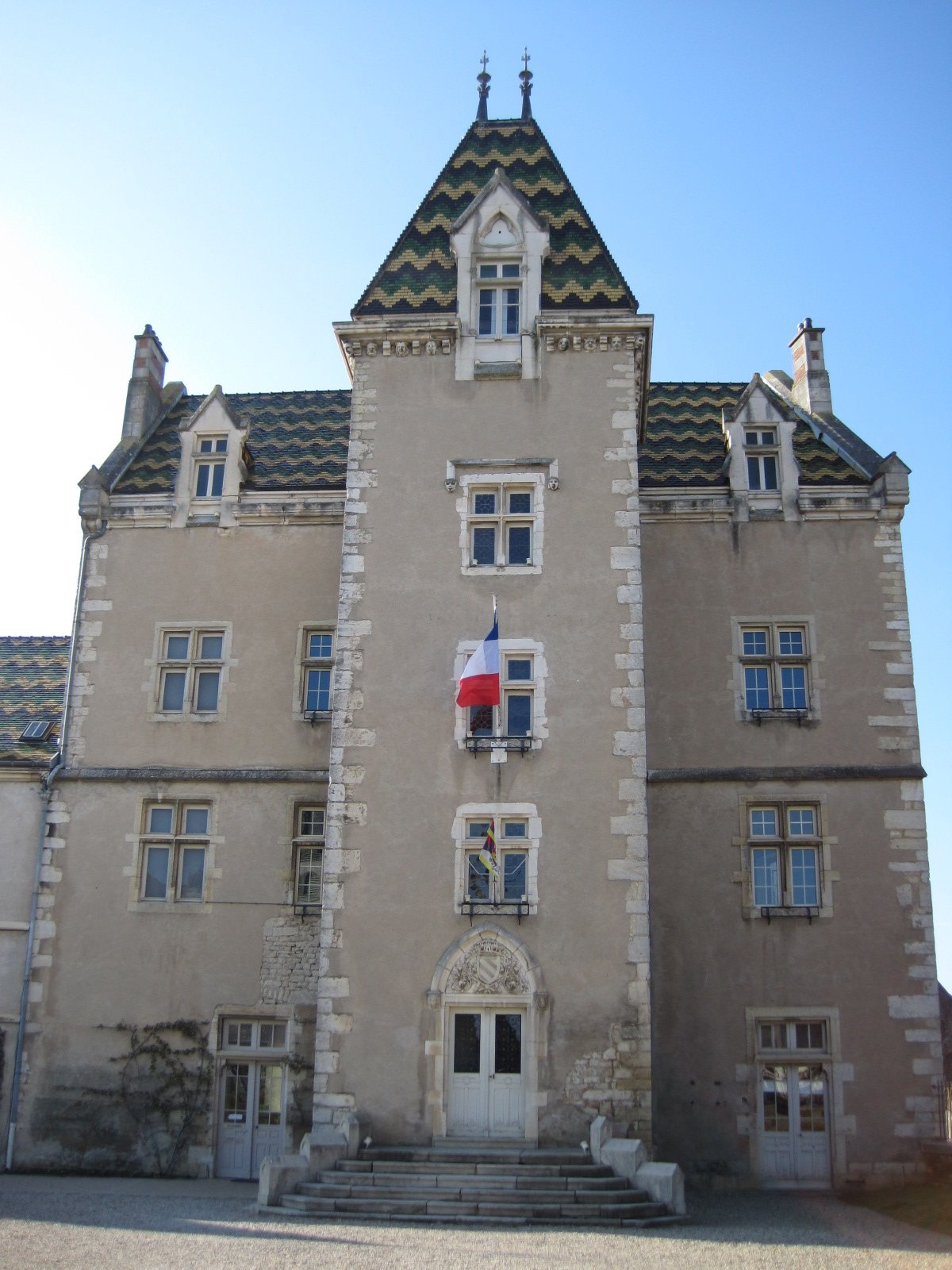
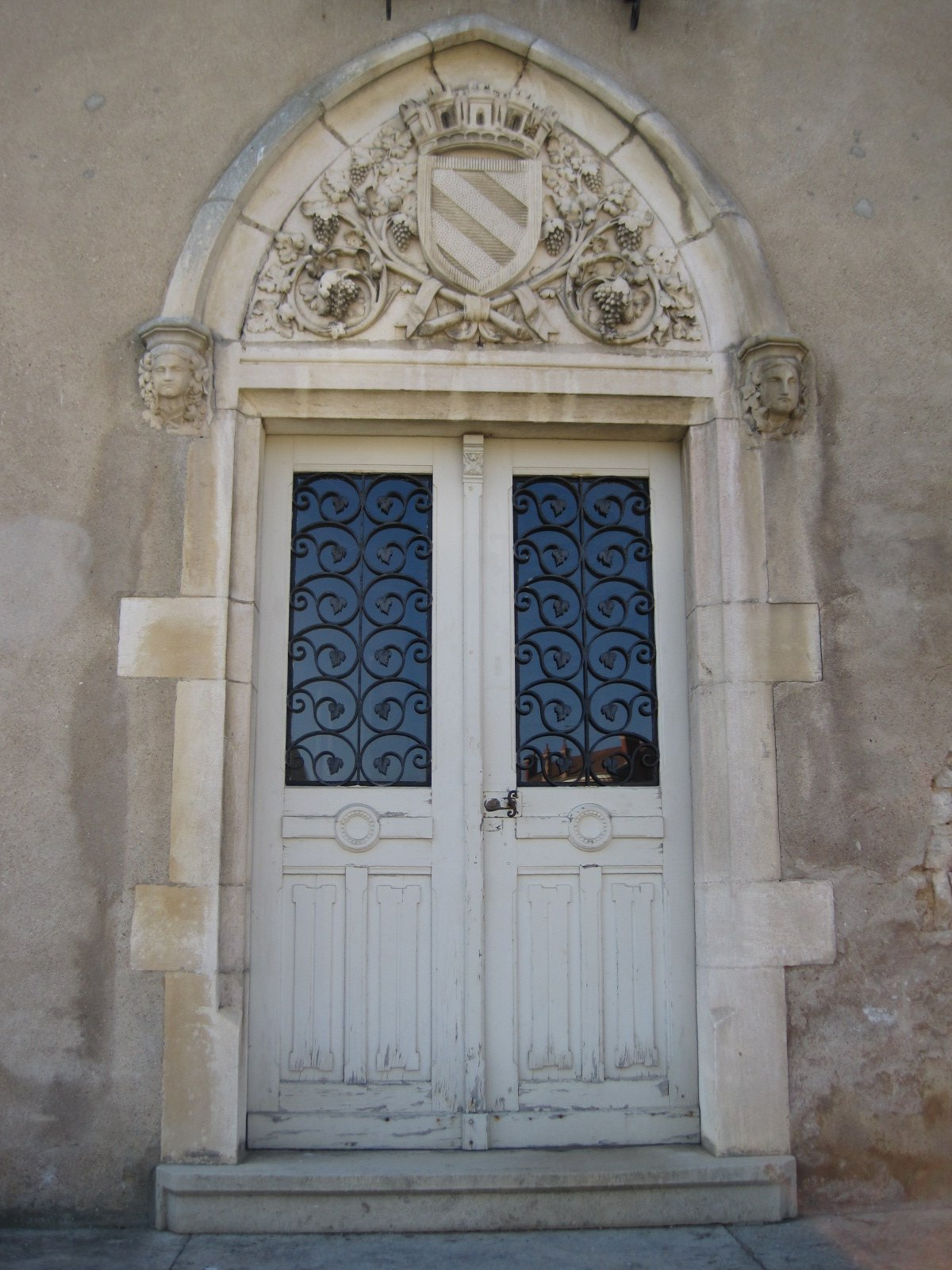
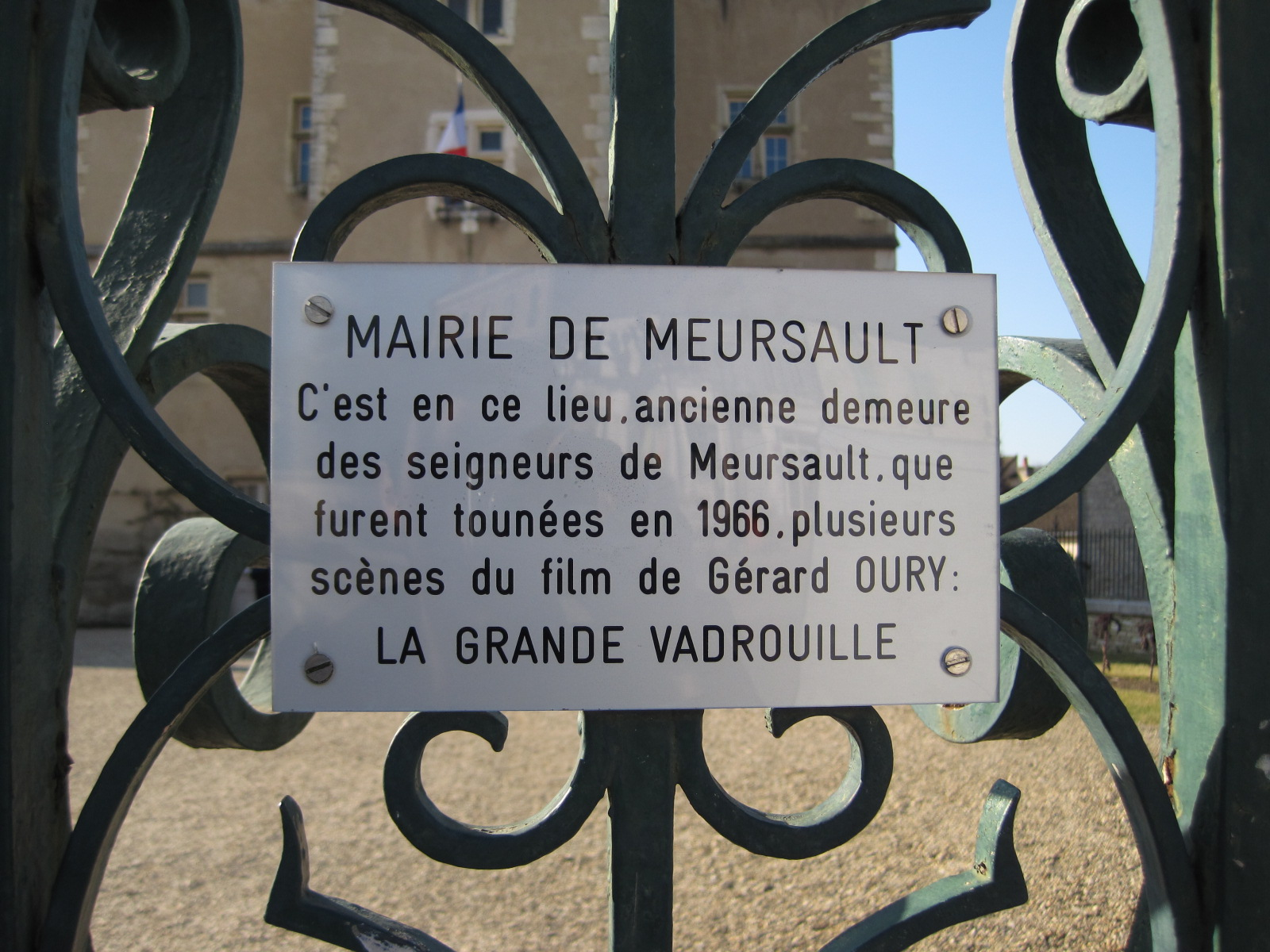

En 1474 il est démantelé par ordre du roi Louis XI (après la fin de la guerre de Cent Ans et le traité de Picquigny).
Il est restauré puis à nouveau démantelé en 1633 par ordre de Richelieu, après la tentative ratée d’organiser un soulèvement général du royaume par l'amiral de France Henri II de Montmorency.
Ses murs sont remaniés aux XVe, XVIIIe et XIXe siècles.
Au XIXe siècle il devient hôtel de ville de Meursault avec sa toiture en tuile vernissée de Bourgogne, dont il subsiste du château fort d'origine le haut donjon carré, des fenêtres à meneaux, un escalier de pierre et une cheminée renaissance…

## Scènes de films tournés au château
- 1966 : La Grande Vadrouille de Gérard Oury avec Louis de Funès et Bourvil.